# Liste österreichischer Rockbands
Diese Liste zählt namhafte österreichische Rockbands auf. Um die Liste in einer angemessenen Länge zu halten, müssen die Bands zur Aufnahme einen Wikipediaartikel vorliegen haben. Zur Eintragung in die Liste sollte mindestens die Hälfte der Mitglieder aus Österreichern bestehen und die Band in die Kategorie:Rockband einsortiert sein.
Genres mit besonders vielen gelisteten Bands sind in die folgenden Unterlisten eingeteilt:
- → Hauptartikel: Liste österreichischer Alternative-Rock-Bands
- → Hauptartikel: Liste österreichischer Metalbands
- → Hauptartikel: Liste österreichischer Punkbands

Selten kommt es zu Überschneidungen einzelner Bands.
| Name                            | Genre(s)                       | Gründung   | Auflösung | Herkunft              |
| ------------------------------- | ------------------------------ | ---------- | --------- | --------------------- |
| Acid                            | Rock                           | 1971       | 1980      | Wien                  |
| Alldra                          | Rock, Weltmusik                | 1995       |           | Vorarlberg            |
| Alles mit Stil                  | Crossover                      | 2014       |           | Lienz                 |
| AlpenRebellen                   | Rock/Volkstümliche Musik       | 1993       | 2013      | Eisenerz              |
| Die Alpenrocker                 | Rock/Volkstümliche Musik       | 1982       |           | Südoststeiermark      |
| L’Âme Immortelle                | Elektro-Rock                   | 1996       |           |                       |
| Aschenputtel                    | Deutschrock                    | 2005       | 2006      |                       |
| The Attention!                  | Rock, Rhythm and Blues         | 2007       | 2014      | Wien                  |
| Auris                           | Deutschrock                    | 2006       |           | Graz                  |
| Austria 3                       | Pop-Rock, Austropop            | 1997       | 2006      |                       |
| Austria Knochenschau            | Pop-Rock                       | 1979       | 2008      | Linz                  |
| Badhoven                        | Hard Rock                      | 1994       |           | Graz                  |
| BandWG                          | Rock                           | 2005       |           | Michelhausen          |
| The Base                        | Indie-Rock, Folk-Rock          | 1989       |           | Graz                  |
| The Beautiful Kantine Band      | Rock ’n’ Roll                  | 1998       | 2008      | Burgenland            |
| Biedermann                      | Alternative Rock               | 2007       | 2016      | Fürstenfeld           |
| Blind Petition                  | Hard Rock                      | 1974       |           | Wien                  |
| Der Blutharsch                  | Psychedelic Rock, Neofolk      | 1997       | 2010      | Wien                  |
| Bon Jour                        | Alternative Rock               | 2022       |           | Wien                  |
| BOON                            | Hard Rock                      | 1998       |           | Wien                  |
| Boring Blues Band               | Rhythm and Blues               | 1991       |           |                       |
| The Boys You Know               | Indie-Rock                     | 2012       |           |                       |
| Die Brüder                      | Indie-Rock, Austropop          | 1984, 2014 | 1992      | Mödling               |
| Bruji                           | Rock                           | 1968       |           | Burgenland            |
| Bulbul                          | Noise-Rock                     | 1996       |           | Wien                  |
| Cardiac Move                    | Rock                           | 2002       |           | Salzburg              |
| Cari Cari                       | Indie-Rock                     | 2011       |           | Burgenland            |
| Cariot                          | Rock                           | 1988       | 1994      | Linz                  |
| Catastrophe & Cure              | Indie-Rock                     | 2009       |           |                       |
| Centao                          | Rock                           | 2001       |           | Eggendorf             |
| Cil City                        | Hard Rock                      | 2013       |           | Wien                  |
| The Clan                        | Pop-Rock                       | 1967       | 1974      |                       |
| Cleave                          | Progressive Rock               | 1999       |           | St. Paul im Lavanttal |
| conXious                        | Progressive Rock               | 1991       |           | Wien                  |
| Cornerstone                     | AOR                            | 1998       |           | Mödling               |
| Curbs                           | Britpop                        | 1999       |           | Wien                  |
| Denk                            | Rock                           | 2000       |           | Wien                  |
| Doomina                         | Post-Rock                      | 2006       |           | Klagenfurt            |
| Edmund                          | Pop-Rock                       | 2017       |           | Wien                  |
| Eela Craig                      | Progressive Rock               | 1970       | 1988      | Linz                  |
| Erste Allgemeine Verunsicherung | Rock, Comedy                   | 1977       | 2019      | Steiermark            |
| Fezzz!                          | Rock                           | 1977       | 1990      |                       |
| Figure in Frame                 | Rock                           | 2006       |           | Wien                  |
| Filou                           | Pop-Rock                       | 2007       |           | Wien                  |
| Floodland                       | Dark Rock                      | 1995       | 2009      | Wien                  |
| Flut                            | Rock                           | 2015       |           | Wien                  |
| Garagedays                      | Hard-Rock                      | 2005       |           | Rattenberg            |
| Gasmac Gilmore                  | Rock                           | 2002       |           | Wien                  |
| Gipsy Love                      | Krautrock                      | 1971       | 1973      | Wien                  |
| Golem                           | Rock                           | 1968       | 1974      | Wien                  |
| Half Past Whatever              | Rock                           | 2010       |           | Innsbruck             |
| Hangar X                        | Deutschrock                    | 2009       |           | Steyr                 |
| Herbstrock                      | Pop-Rock                       | 2003       | 2012      | Wiener Neustadt       |
| Die Hinichen                    | Rock, Neue Volksmusik          | 1990       |           | Wien                  |
| Homeless Kings                  | Rock                           | 2016       |           | Abtenau, Traunstein   |
| H. P. Zinker                    | Hard Rock, Grunge              | 1989       | 1995      | Innsbruck             |
| Jabberwalky                     | Rock                           | 1994       |           | Bezirk Kitzbühel      |
| Jack Frost                      | Dark Rock                      | 1993       |           | Linz                  |
| Jam Trax                        | Bluesrock                      | 1999       |           | Kärnten               |
| The Jaybirds                    | Mod                            | 1989       | 2012      | Wien                  |
| Jerx                            | Rock                           | 2000       |           | Graz                  |
| J.O.E.L                         | Rock                           | 2003       |           | Griffen               |
| Jonas Goldbaum                  | Indie Rock                     | 2002, 2009 | 2008      | Wien                  |
| Joni Madden                     | Rock                           | 1999       |           | Wien                  |
| The Jupiter Effect              | Stoner Rock                    | 2016       |           | Wien                  |
| Kaiser Franz Josef              | Hard Rock                      | 2010       |           | Wien                  |
| King Size                       | Rock                           | 1989       |           |                       |
| Kiss the Blade                  | Gothic Rock                    | 1991       |           | Wien                  |
| Konsorten TM                    | Electro-Rock                   | 1997       |           | Wien                  |
| Kontrust                        | Crossover                      | 2001       |           |                       |
| Krixi, Kraxi und die Kroxn      | Rock                           | 2011       |           | Wien                  |
| Krautschädl                     | Funk Rock                      | 2003, 2024 | 2019      | Wels                  |
| Lausch                          | Post-Rock                      | 2005       |           | Wien                  |
| Leftovers                       | Grunge                         | 2019       |           | Wien                  |
| Louie’s Cage Percussion         | Schlagwerk                     | 2014       |           | Wien                  |
| Luna Rise                       | Melodic Rock                   | 2011       |           | Enns                  |
| Luttenberger*Klug               | Deutschrock                    | 2005       | 2012      | Steiermark            |
| M185                            | Post-Rock                      | 2005       |           | Wien                  |
| Magic 69                        | Rock                           | 1969       | 1982      | Fürstenfeld           |
| The Makemakes                   | Rock                           | 2012       |           | Thalgau               |
| Mary Broadcast                  | Indie-Rock                     | 2009       |           | Wien                  |
| Mashuun                         | Progressive Rock               | 1972       | 1974      | Fürstenfeld           |
| Mäuse                           | Rock                           | 1994       |           |                       |
| Metternich                      | Rock                           | 2016       |           | Wien                  |
| Midriff                         | Hard Rock                      | 2008       |           |                       |
| Milk+                           | Progressive Rock               | 2004       |           | Wien                  |
| The Mona Lisa Twins             | Beat                           | 2007       |           |                       |
| The Monroes                     | Rock ’n’ Roll                  | 1997       |           | Vorarlberg            |
| Monti Beton                     | Coverband                      | 1982       |           | Wien                  |
| Morton                          | Rock                           | 2003       |           |                       |
| Mother’s Cake                   | Progressive Rock               | 2008       |           | Innsbruck             |
| Mozartband                      | Crossover                      | 1995       |           | Wien                  |
| Music Machine                   | Bluesrock                      | 1969       | 1972      | Fürstenfeld           |
| My Excellence                   | Crossover                      | 2009       |           | Wien                  |
| NA15                            | Crossover                      | 2001       |           | Eisenstadt            |
| Neuschnee                       | Crossover                      | 2006       |           | Wien                  |
| No Bros                         | Hard Rock                      | 1974       |           | Innsbruck             |
| Novak’s Kapelle                 | Bluesrock, Garage Rock         | 1967       | 1980      |                       |
| Novy Set                        | Krautrock                      | 1997       |           | Wien                  |
| Old Formation                   | Rock ’n’ Roll                  | 1981       | 1993      | Wien                  |
| Opus                            | Rock                           | 1973       | 2021      | Judendorf             |
| Oracle                          | Heavy Rock ~ American/Austrian | 1992-      |           | Wien                  |
| Paradise Now!                   | Poprock                        | 1991       | 2001      |                       |
| Parkbench Drive                 | Rock                           | 2008       |           | Steiermark            |
| Phal:Angst                      | Post-Rock                      | 2006       |           | Wien                  |
| Plexus Solaire                  | Rock                           | 2002       |           | Österreich/Frankreich |
| Pocket Rocket                   | Poprock                        | 2003       | 2013      | St. Pölten            |
| Psycho Village                  | Rock                           | 2009       |           | Niederösterreich      |
| Renato Unterberg                | Poprock                        | 2010       |           | Salzburg              |
| Restless Bones                  | Rock                           | 2012       |           | Graz                  |
| Rooga                           | Rock/Funk                      | 2006       |           | Wien                  |
| Roterfeld                       | Dark Rock                      | 2011       |           | Vorarlberg            |
| Schmetterlinge                  | Politrock                      | 1969       |           | Wien                  |
| Seiler und Speer                | Rock, Austropop                | 2014       |           |                       |
| Sergeant Steel                  | Hard Rock                      | 2007       |           |                       |
| Sextiger                        | Hard Rock                      | 1983       |           |                       |
| She and the Junkies             | Rock                           | 2006       | 2018      | St. Pölten            |
| SheSays                         | Rock                           | 2004       | 2009      | Wien                  |
| Shiver                          | Deutschrock                    | 1998       |           | Graz                  |
| Smart Import                    | Poprock                        | 1987       |           | Linz                  |
| Smitten                         | Rock                           | 2005       |           | Graz                  |
| Solarjet                        | Rock                           | 2012       |           | Kärnten               |
| Solid Tube                      | Rock                           | 2003       |           |                       |
| Son of the Velvet Rat           | Americana                      | 2003       |           |                       |
| .sPout                          | Crossover                      | 1998       | 2012      | Wolfsberg             |
| St. Marx                        | Rock                           | 1992       | 2000      | Wien                  |
| Steaming Satellites             | Rock                           | 2005       |           | Salzburg              |
| Stranzinger                     | Rock                           | 1985       |           |                       |
| S.T.S.                          | Rock, Austropop                | 1978       | 2014      | Steiermark            |
| Stubnblues                      | Folk Rock                      | 2004       |           | Burgenland            |
| Superfeucht                     | Rock                           | 1981       |           | Linz                  |
| Surfaholics                     | Rock ’n’ Roll                  | 1997       |           | Vorarlberg            |
| Thanx                           | Bluesrock                      | 1999       |           |                       |
| Tobacco Road Blues Band         | Bluesrock                      | 2014       |           | Kärnten               |
| Tunesmith                       | Rock                           | 2004       |           | Wien                  |
| Twist of Fate                   | Folkrock/Country-Rock          |            |           | Vorarlberg            |
| The Uptown Monotones            | Fusion                         | 1993       |           | Graz                  |
| Urban Ego                       | Poprock                        | 1997       | 2005      |                       |
| Velojet                         | Rock                           | 2003       | 2015      | Steyr/Wien            |
| Die verlorenen Söhne            | Deutschrock                    | 1997       | 2011      | Wien                  |
| Vice Versa                      | Glam Rock                      | 1996       |           | Wien                  |
| Wanda                           | Rock                           | 2012       |           | Wien                  |
| The Weight                      | Hard Rock                      | 2014       |           | Wien                  |
| The who the what the yeah       | Rock                           | 2005       |           | Wien                  |
| Wiener Wahnsinn                 | Rock                           | 1999       |           | Wien                  |
| Zweitfrau                       | Rock                           | 2004       |           | Wien                  |